# Tong Tsz-Wing
Tong Tsz-Wing (chinesisch 湯芷穎; * 26. Juli 1992 in Hongkong) ist eine Hongkonger Squashspielerin. 

## Karriere
Tong Tsz-Wing begann ihre professionelle Karriere in der Saison 2008 und gewann bislang neun Titel auf der PSA World Tour. Ihre höchste Platzierung in der Weltrangliste erreichte sie mit Position 37 am 5. Juni 2023. Mit der Hongkonger Nationalmannschaft nahm sie 2012, 2014, 2016, 2022 und 2024 an Weltmeisterschaften teil. Auch bei Asienmeisterschaften stand sie mehrfach im Kader und gewann 2018 und 2022 mit der Mannschaft den Titel. 2021 wurde sie nach einem Finalsieg gegen Rachel Arnold Asienmeisterin.
Bei den Asienspielen 2014 gewann sie mit der Hongkonger Mannschaft die Bronzemedaille. Bei den 2023 ausgetragenen Asienspielen 2022 in Hangzhou sicherte sie mit der Mannschaft Silber. Im Mixed schied sie mit Tang Ming-Hong im Viertelfinale aus.

## Erfolge
- Asienmeisterin: 2021
- Asienmeisterin mit der Mannschaft: 2018, 2022
- Vizeasienmeisterin im Mixed: 2024
- Gewonnene PSA-Titel: 9
- Asienspiele: 1 × Silber (Mannschaft 2022), 1 × Bronze (Mannschaft 2014)